# TSV Uetersen

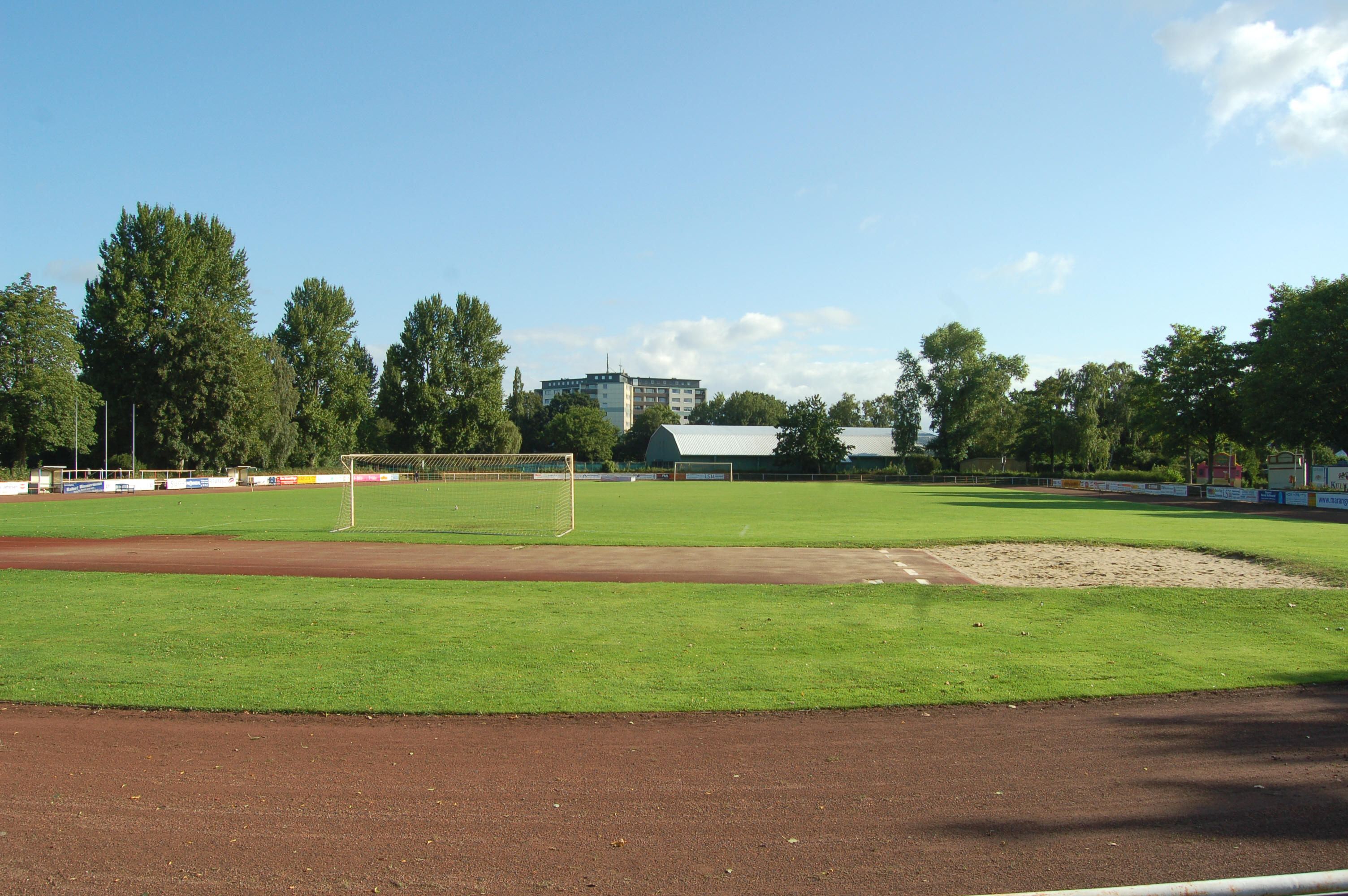
Das Rosenstadion

Der TSV Uetersen ist ein Sportverein aus Uetersen in Schleswig-Holstein. Uetersen gehört zur Metropolregion Hamburg, die Fußballmannschaften des Vereins spielen in den Ligen des Hamburger Fußball-Verbandes. Neben Fußball bietet der Verein die Sportarten Basketball, Boxen, Faustball, Handball, Judo, Schwimmen, Tanzen, Tischtennis, Turnen und Volleyball an. Der TSV stellt mit ungefähr 1.700 Mitgliedern (Stand 2024) den größten Sportverein in Uetersen dar.

## Geschichte und Fußball
Der Verein wurde im Februar 1946 aus einem Zusammenschluss der Vorkriegs-Clubs Uetersener Turnerschaft von 1884, der Freien Turnerschaft von 1900 und dem Rasensport Uetersen von 1926 als Nachfolger von Sportverein Uetersen 1912 gegründet. Nach Angaben des Vereins ist nicht überliefert, warum das Gründungsjahr auf 1898 gelegt wurde. Möglicherweise bezieht es sich auf den ersten Zeitungsartikel der Uetersener Nachrichten von 30. August 1898 über die 1. Mannschaft des damaligen Uetersener Fußballklubs von 1897, die die Fußballmannschaft von Normannia Altona 1886 mit 1:0 besiegt hatte.
Im Fußball hatte der Sportverein 1912 erstmals 1913/14 am Spielbetrieb des NFV im Bezirk Hamburg-Altona teilgenommen. 1920 trat die Turnerschaft dem NFV bei, schied aber 1924 wieder aus, vermutlich wegen der  reinlichen Scheidung.
Der TSV Uetersen wurde 1950 Meister der drittklassigen Hamburger Germania-Staffel und stieg in die Hamburger Amateurliga auf, deren Meistertitel 1956/57 errungen wurde. Der Verein war zwischen 1951 und 1969 fünfzehnmal inoffizieller Fußball-Kreismeister, davon elfmal in Folge. Anlässlich der 775-Jahr-Feier der Stadt Uetersen im Jahre 2009 bestritt der TSV im heimischen Rosenstadion ein Freundschaftsspiel gegen die kubanische Fußballnationalmannschaft. Im selben Jahr stieg der TSV Uetersen als Vizemeister der Landesliga Hammonia in die Fußball-Oberliga Hamburg auf, musste aber am Ende der Saison als Tabellenletzter wieder den Rückweg in die Landesliga antreten.
In der Saison 2015/16 zog der TSV Uetersen seine Landesligamannschaft aus der Landesliga Hammonia zurück. Nach mehreren Jahren ist für 2023/24 wieder eine Männermannschaft zur Kreisklasse B gemeldet worden. Letztere wurde 2025 aufgelöst und der TSV ist in die Kreisklasse aufgerückt.
Die Heimspiele finden auf der clubeigenen, nach der Rosenstadt Uetersen benannten Anlage Rosenstadion statt. Insgesamt verfügt die Anlage an der Jahnstraße über vier Fußballfelder.
Größte Erfolge:
- 1949/50 Meister LL / Germania-Staffel
- 1956/57 Meister VL Hamburg
- 1976/77 Meister BZ / Staffel West
- 1991/92 Meister BZ / Staffel West

## Ligapositionen
- 1986-87   (VI)	Landesliga Hammonia 14.
- 1987-88 	(VII)   Bezirksliga West 10.
- 1988-89	(VII)   Bezirksliga Süd 8.
- 1989-90   (VII)   Bezirksliga West 7.
- 1990-91   (VII)   Bezirksliga West 3.
- 1991-92   (VII)   Bezirksliga West 1.
- 1992-93	(VI)	Landesliga Hammonia	1.
- 1993-94	(VI)	Landesliga Hammonia	10.
- 1994-95	(VI)	Landesliga Hammonia	10.
- 1995-96	(VI)	Landesliga Hammonia	8.
- 1996-97	(VI)	Landesliga Hammonia	8.
- 1997-98	(VI)	Landesliga Hammonia	9.
- 1998-99	(VI)	Landesliga Hammonia	7.
- 1999-00	(VI)	Landesliga Hammonia	11.
- 2000-01	(VI)	Landesliga Hammonia	7.
- 2001-02	(VI)	Landesliga Hammonia	2.
- 2002-03	(V)	    Verbandsliga Hamburg 14.
- 2003-04	(VI)	Landesliga Hammonia	3.
- 2004-05	(VI)	Landesliga Hammonia	2.
- 2005-06	(VI)	Landesliga Hammonia	2.
- 2006-07	(V)	    Verbandsliga Hamburg 15.
- 2007-08	(VI)	Landesliga Hammonia	3.
- 2008-09	(VI)	Landesliga Hammonia	2.
- 2009-10	(V)	    Oberliga Hamburg 18.
- 2010-11	(VI)	Landesliga Hammonia	4.
- 2011-12   (VI)    Landesliga Hammonia 7.
- 2012-13   (VI)    Landesliga Hammonia 3.
- 2013-14   (VI)    Landesliga Hammonia 3.
- 2014-15   (VI)    Landesliga Hammonia 5.
- 2015-16	(VI)	Landesliga Hammonia	17.(zurückgez.)

## Basketball
Die Abteilung wurde 1975 aus dem Sportunterricht des Ludwig-Meyn-Gymnasiums ins Leben gerufen. Den bisher größten sportlichen Erfolg hatte die Sparte 1992 mit dem Aufstieg der 1. Herrenmannschaft in die erste Regionalliga Nord, die dritthöchste Spielklasse im Basketballsport. 1985 gelangen überragende Erfolge im Pokalwettbewerb des Deutschen Basketball Bundes. Später setzte sich das damalige Oberligateam auch überregional durch und besiegte unter anderem die SG Braunschweig. In den Jahren 1988 bis 1990 scheiterte die Mannschaft an den Aufstieg in die Regionalliga. Erst 1991 kämpfte man überregional in der 2. Regionalliga Nord um Punkte. Erfolge im Jugendbereich erzielten unter anderen die männliche D-Jugend, die 1997 Hamburger Meister wurde und die männliche C-Jugend die im gleichen Jahr Vizemeister wurde. In den Saisons 2012/2013–2013/2014 spielte die 1. Herrenmannschaft wieder in der zweiten Regionalliga Nord. Die Sparte hat etwa 200 Mitglieder.

## Boxen
Die Sparte wurde vor 1970 gegründet und ab dem Jahre 1977 boxte man mit einer kompletten Staffel vom Leicht- bis zum Schwergewicht gegen Gdańsk, Spfr. aus Polen und am 29. Dezember 1977 gegen eine Auswahl aus der ehemaligen UdSSR. In dieser Zeit war die Sparte im HABV (Hamburger Amateur Boxverband) die stärkste Staffel und gewann dreimal in Folge den Jessen-Pokal. Ab 1978 war die Sparte auf nationaler Ebene eine der erfolgreichsten Staffel im Boxsport. Die Boxer Klehn, Otto Kunsch, Klaus-Dieter Ott und Otto Schröder wurden zu dieser Zeit in ihren Gewichtsklassen HABV- und Norddeutsche Meister und nahmen an den deutschen Meisterschaften teil. Hier wurde Klaus Dieter Ott Deutscher Vizemeister. Nach dem Verbandswechsel zum SHABV (Schleswig-Holsteinischer Amateur Boxverband) wurde man die zweit stärkste Mannschaft in Schleswig-Holstein. Später wurde der Boxer Malte Jöhnk Norddeutscher Meister der Junioren in Berlin und nahm an den Deutschen Meisterschaften in Neuss teil, wo er Bronzemedaille gewann. Später boxte er in der Bundesliga im Halbschwergewicht.

## Faustball
Die Faustballsparte wurde schon vor 1952 gegründet. Nach einigen Jahren (1956) gelang der 1. Mannschaft erstmals der Aufstieg in die Hamburger Landesliga, die höchste Hamburger Spielklasse. In den folgenden Jahren wurde mit unterschiedlichem Erfolg gespielt. Erst 1967 konnte der 1. Platz bei den Hamburger Meisterschaften in Feld und Halle errungen werden. Drei Jahre später gelang der Aufstieg in die Regionalliga (heute 2. Bundesliga), wo bis 1975 ein konstanter Platz im Mittelfeld gehalten wurde. Danach ließ sich der Abstieg nicht vermeiden.
Durch intensive Jugendarbeit wurden 1983 jeweils vier Spieler des weiblichen und männlichen Nachwuchses in Hamburger Auswahlmannschaften berufen und gleichzeitig wurden sechs Uetersener Schülerinnen beim Deutschen Turnfest in Frankfurt überraschend Turnfestsieger. Sie deklassierten damit die gesamte deutsche Spitze im Jugendfaustball. 1990 konnte die 1. Mannschaft wieder an frühere Erfolge anknüpfen, indem sie beim Deutschen Turnfest in Bochum/Dortmund in der Meisterklasse von 210 Mannschaften einen ausgezeichneten 17. Platz vor namhaften Bundesliga-Vereinen erreichen konnte. 1993 schließlich gelang wiederum der Sprung in die 2. Bundesliga (Halle und Feld). Ein weiterer Höhepunkt war 1996 die Qualifikation der beiden Altersklassen-Mannschaften (AK 30 und 40) für die Deutschen Meisterschaften. Die 1. Mannschaft konnte ihren Platz in der 2. Bundesliga nicht bewahren, so dass ab Sommer 1998 wieder zwei Mannschaften in der Verbandsliga spielen mussten.

## Handball
Im März 1954 wurde die Sparte Handball im TSV Uetersen von einem kleinen Kreis von Handballbegeisterten gegründet. Die ersten Spiele wurden gegen eine Mannschaft des Ludwig-Meyn-Gymnasiums ausgetragen. Nach einiger Zeit schlossen sich auch die Schüler des LMG dem TSV an und verstärkten die Mannschaft. Ab August 1954 wurden die ersten Punktspiele im Großfeldhandball im Bereich des HHV (Hamburger Handball-Verband) aufgenommen und die ersten Spiele gewonnen. Später wurde auch der Spielbetrieb in der Halle aufgenommen und im Spieljahr 1956/57 gelang dem TSV erstmals eine Doppelmeisterschaft im HHV. Sowohl im Großfeldhandball als auch im Hallenhandball wurde der Sprung in die Bezirksliga geschafft. Die Sparte spielte zu der Zeit mit einer Liga-Mannschaft, einer Damenmannschaft, einer unteren Herrenmannschaft und vier Jugendmannschaften. Neben den Meisterschaftsspielen spielten die Handballer gegen Mannschaften aus Bremen und gegen den KSG Kopenhagen. Bis 1971 entstanden in der Sparte 21 Jugendmannschaften, von denen div. Jugendliche Auswahlspieler im HHV waren und einige Nationalspieler wurden. 1998 spielte die 1. Damen in der Handballoberliga. Im Spieljahr 2022/23 stieg die 1. Herren mit 49:3 Punkten aus der Hamburg-Liga erstmalig in die Oberliga Hamburg/Schleswig-Holstein auf.

## Judo
Die Sparte Judo im TSV Uetersen wurde unter der Leitung von Günther Kops im Jahr 1969 mit 50 Mitgliedern ins Leben gerufen. Die Mitglieder bestanden zunächst aus Anfängern, gemischt aus Frauen und Männern, die zunächst auf gewöhnlichen Turnermatten trainierten, die später durch feste Judomatten ersetzt wurden. Das Training beschränkte sich zunächst auf zwei Trainingstage in den Städtischen Turnhallen, bei denen zuerst die Kinder und dann die Jugendlichen und Erwachsenen zusammen trainierten. Ab 1988 bekam die Sparte ihr eigenes Dōjō zum Trainieren und wurde unabhängig von den Turnhallenöffnungszeiten. Von 1970 bis 1990 gab es zahlreiche sportliche Erfolge. Die erste Teilnahme an Wettkämpfen war 1970 bei den Pinneberger Stadtmeisterschaften. Im Februar 1971 platzierte sich die weibliche Jugend in der Hamburger Meisterschaft und im darauffolgenden Jahr in der norddeutschen Meisterschaft. Weitere Erfolge waren 1982 die Teilnahme an der Landesliga und Hamburger Einzelmeisterschaften und 1983 die Platzierung im Hamburger Ranglistenturnier und Teilnahme in der Landesliga. 1984: Platzierung in der weiblichen Hamburger Einzelmeisterschaft. 1985: Platzierung in der weiblichen Hamburger-Einzelmeisterschaft mit dem 1. Platz und Platzierung in der Verbandsliga. 1986: Platzierungen beim Hamburger Ranglistenturnier. 1987: Platzierungen beim Hamburger Ranglistenturnier und den Hamburger Einzelmeisterschaften. Später gewann Holger Pleage mehrfach die Hamburger Meisterschaften und Carola Titz erreichte bei der weiblichen Hamburger Einzelmeisterschaft den 1. Platz.

## Leichtathletik

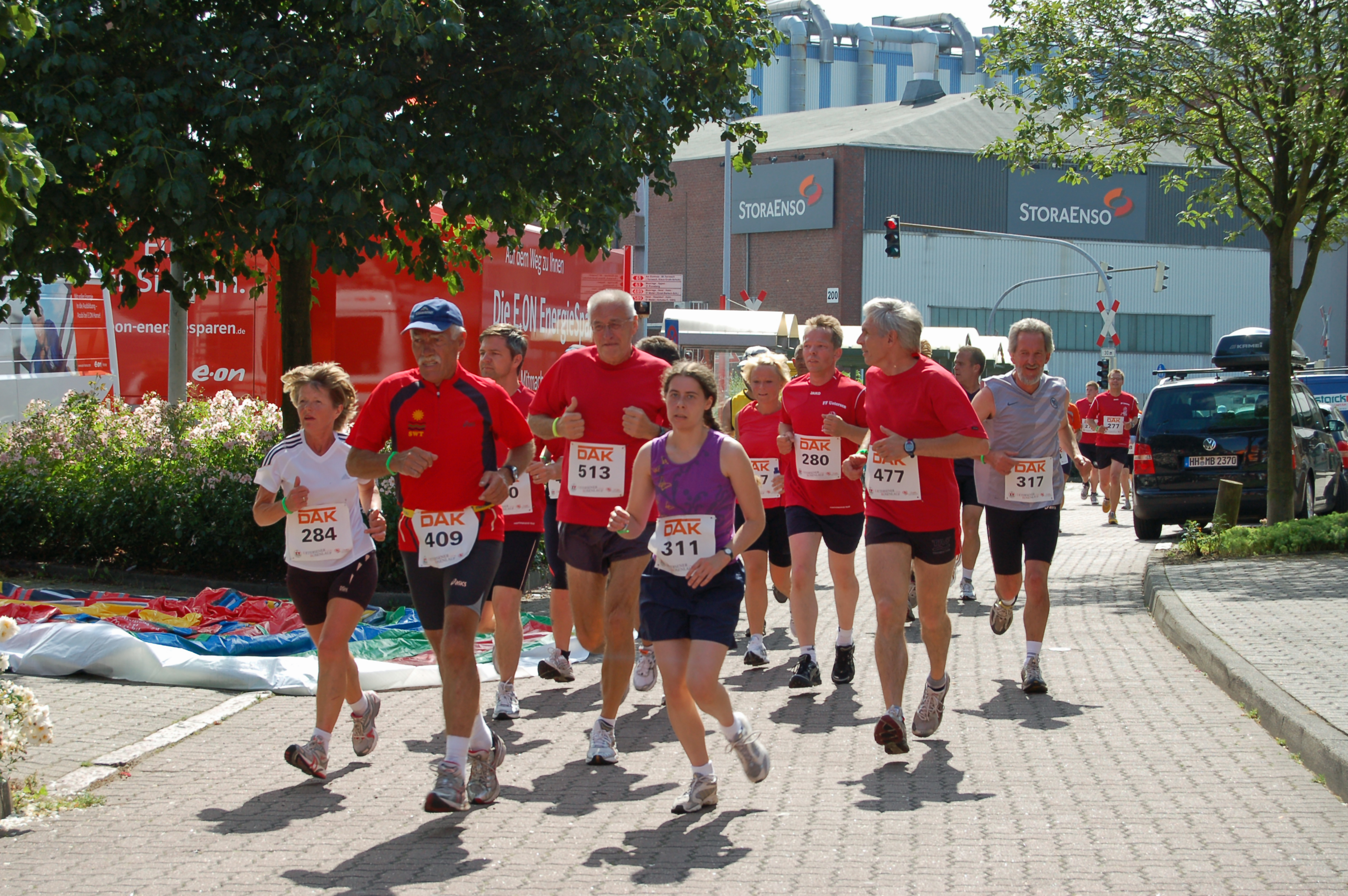
Rosenlauf in Uetersen

Diese Sparte wurde um 1950 gegründet. Zunächst standen nur recht mangelhafte Übungsstätten zur Verfügung. Für den Weitsprung benutzte man die Sprunggruben im damaligen „Bürgerpark“ und auf dem Grandplatz bei der früheren Mittelschule. Die Kurzstrecken wurden auf dem Weg zwischen dem Alten Friedhof und dem Ludwig-Meyn-Gymnasium gelaufen. Rundstrecken für die längeren Laufdisziplinen waren „um das Rosarlum“ und die Strecke „um das Gymnasium“. Erst der Bau des Rosenstadions im Jahr 1959 brachte eine grundlegende Verbesserung der Übungsmöglichkeiten. Trotz dieser ungünstigen Voraussetzungen wurden schon damals beachtliche Leistungen erzielt. So waren fast alle Leichtathleten in der Kreisbestenliste für 1954 unter den jeweilig zehn Besten in jeder Disziplin zu finden. Im Kreis nahm die Sparte hinter dem Elmshomer MTV den zweiten Platz ein. Mit der Fertigstellung des Rosenstadions begannen die erfolgreichsten Jahre der Uetersener Leichtathleten. Die neuen Sportanlagen erlaubten es nunmehr, Vergleichskämpfe mit anderen Vereinen durchzuführen. Nach dem Anschluss an den Hamburger Leichtathletik-Verband 1959 wurde es für die Athleten schwieriger, sich zu behaupten. Sie führten sich jedoch achtungsvoll ein. So zählte Jürgen Schröter auf der Mittelstrecke zur Hamburger Spitzenklasse und Helmut Brockmöller wurde im gleichen Jahr über 5000 Meter Zweiter bei den Junioren-Meisterschaften. Der erfolgreichste Leichtathlet in den folgenden Jahren war Jürgen Schröter, der über 800 Meter, im Sechskampf und beim Waldlauf mehrere Hamburger Meistertitel errang. Er nahm außerdem an den Norddeutschen- und Deutschen Meisterschaften teil, wo er den 3. und 9. Platz erreichte. Weitere erfolgreiche Athleten waren Horst Perteck (Waldlauf/800 m), Wilfried Borchert (Hochsprung) und Peter Möller (1500 m Hindernis), die jeweils in ihrer Klasse zu Meisterehren kamen. Bei den Frauen wurde Bärbel Andersohn Hamburger Meisterin im Dreikampf und Waldlauf. Diese Leichtathleten erhielten mehrfach Berufungen in die Hamburger Auswahlmannschaften. Weitere Erfolge waren der 1. Platz beim Alsterstaffellauf 1962 und die Hamburger Waldlaufmeisterschaften 1963, bei denen die Schülern und Jugendlichen der erfolgreichsten Verein stellten. Im Jahr 1968 wurde Jürgen Kaczuba Hamburger Meister Ju. A Fünfkampf. Der Abgang bewährter Wettkämpfer und kürzere Trainingszeiten und auch das allgemein nachlassende Interesse, insbesondere bei den Jugendlichen, an der Leichtathletik führten zu einem Leistungsrückgang und man konnte nicht mehr an die vergangenen Erfolge anknüpfen.

## Schwimmen

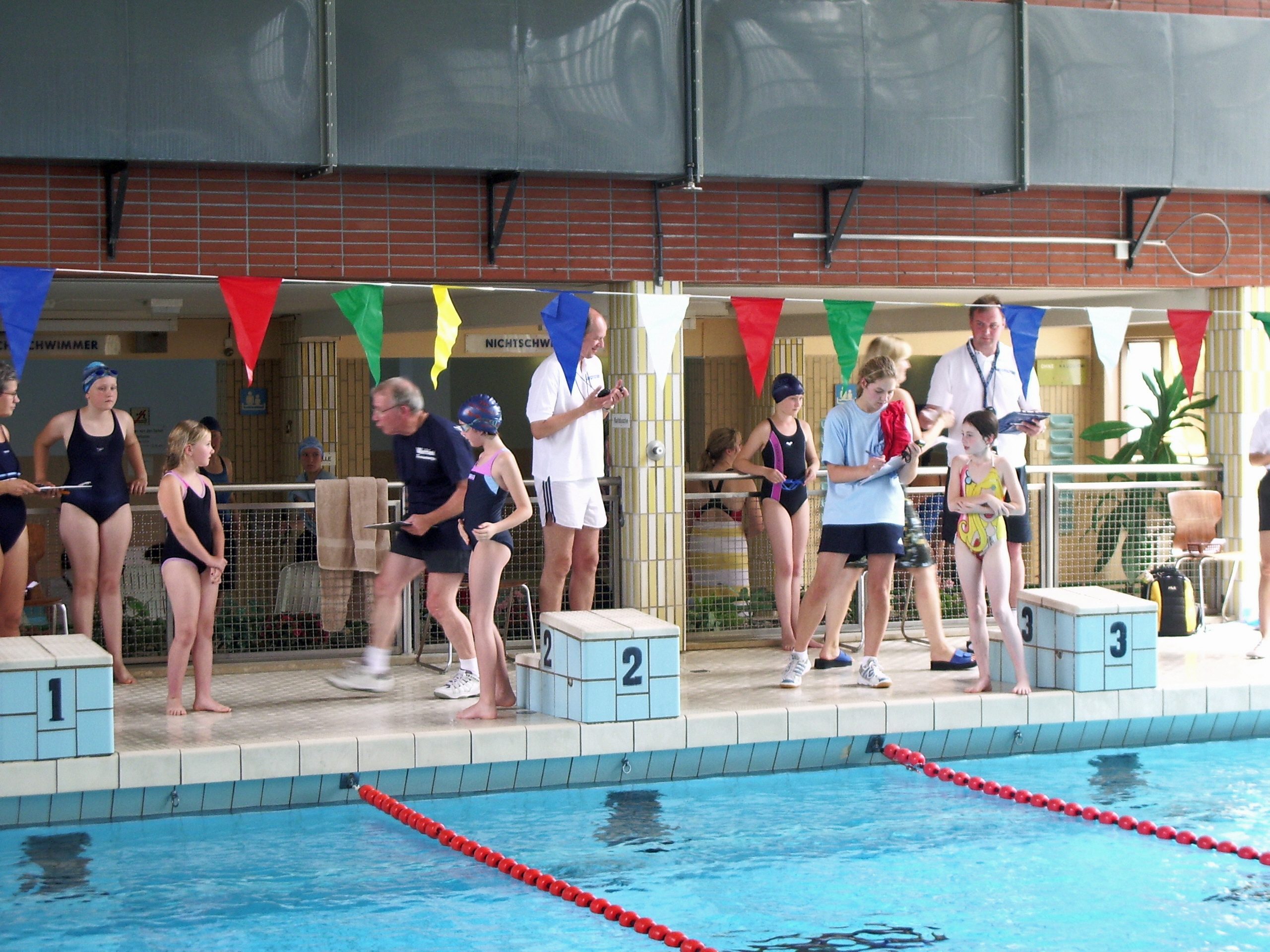
Schwimmvereinsmeisterschaft 2007

1927 wurde das Uetersener Schwimmbad eröffnet. Mit der Eröffnung des Schwimmbades wurde die Schwimmsparte durch den Uetersener Turn- und Sportverein gegründet. Es herrschte schon zu damaliger Zeit ein reger Trainingsbetrieb der sich wie heute auch in erster Linie dem Breitensport zugewandte. 1933 wurde der Verein mit der Schwimmsparte aufgelöst und erst 1946 mit Wiedereröffnung des Schwimmbades wurde auch der Schwimmbetrieb wieder aufgenommen. Die neu gegründete Jugendabteilung brachte schon sehr bald einige Talente hervor, die später diverse Erfolge bei Meisterschaften erlangten. So schaffte es Uwe Dahlström unter die zehn besten Schwimmer Deutschlands zu kommen. 1952 errang die Uetersener Herrenmannschaft den Titel des landesbesten Vereins von Schleswig-Holstein. 1968 wechselte die Schwimmsparte zum Hamburger Landesverband, dem sie bis 1983 angehörte. Danach wechselte sie zum Schleswig-Holsteinischen Landesverband. Von 1969 bis 1974 nahmen fast jährlich Schwimmer an den Deutschen Jahrgangsmeisterschaften und an den offenen Deutschen Meisterschaften teil. Die erfolgreichste Schwimmerin war zur damaligen Zeit Gitta Müller, die es 1969 bis zur Deutschen Jahrgangsmeisterin schaffte und zwei Jahre später 3. bei den offenen Schwimmmeisterschaften wurde und später zur Nationalmannschaft gehörte. 1969 wurde die Abteilung Wasserball mit Schwimmern des VfL Pinneberg gegründet, die in ihrer Heimatstadt Pinneberg keine Hallenzeiten in der Schwimmhalle bekamen. Zunächst wurde in der Bezirksliga Hamburg gespielt, danach erfolgte der Aufstieg in die Verbandsliga Hamburg, in der man auch mit zwei Jugendmannschaften spielte, die sich 1982/83 wieder auflöste. 1983 wechselte man vom Hamburger Verband zum Schleswig-Holsteinischen Verband und spielt seitdem in der Landesliga. Die Schwimmsparte hat etwa 450 Mitglieder.

## Tanzen
Die Tanzsparte wurde mit zunächst 29 Mitgliedern am 5. Februar 1981 gegründet. Dabei wurde viel Wert auf den Gesellschaftstanz und nicht auf leistungsorientierten Turniertanz gelegt. 1982 hatte die Sparte 55 Mitglieder, getanzt wurde im großen Saal des ehemaligen Tanzlokal „Tivoli“ in Uetersen. Die Mitgliederzahl stieg bis 1986 auf 78 aktive Tänzer. 1987 standen die Tänzer vor dem Problem, dass das Tivoli überraschend nicht mehr als Tanzstätte zur Verfügung stand. Ausweichsaal wurde nun „Krögers Gasthof“ in Tornesch/Ahrenlohe. Nach dem in Uetersen die kleine Stadthalle neu gebaut wurde, betrieb die Tanzsparte in der Halle ihren Sport. Zwischenzeitlich nahmen die Tänzer auch an verschiedenen Tanzturnieren für „Freizeittänze“ teil. Bis 1990 sank die Mitgliederzahl auf 58 Aktive. Aktuell sind in der Tanzsparte 46 aktive Mitglieder.

## Tischtennis

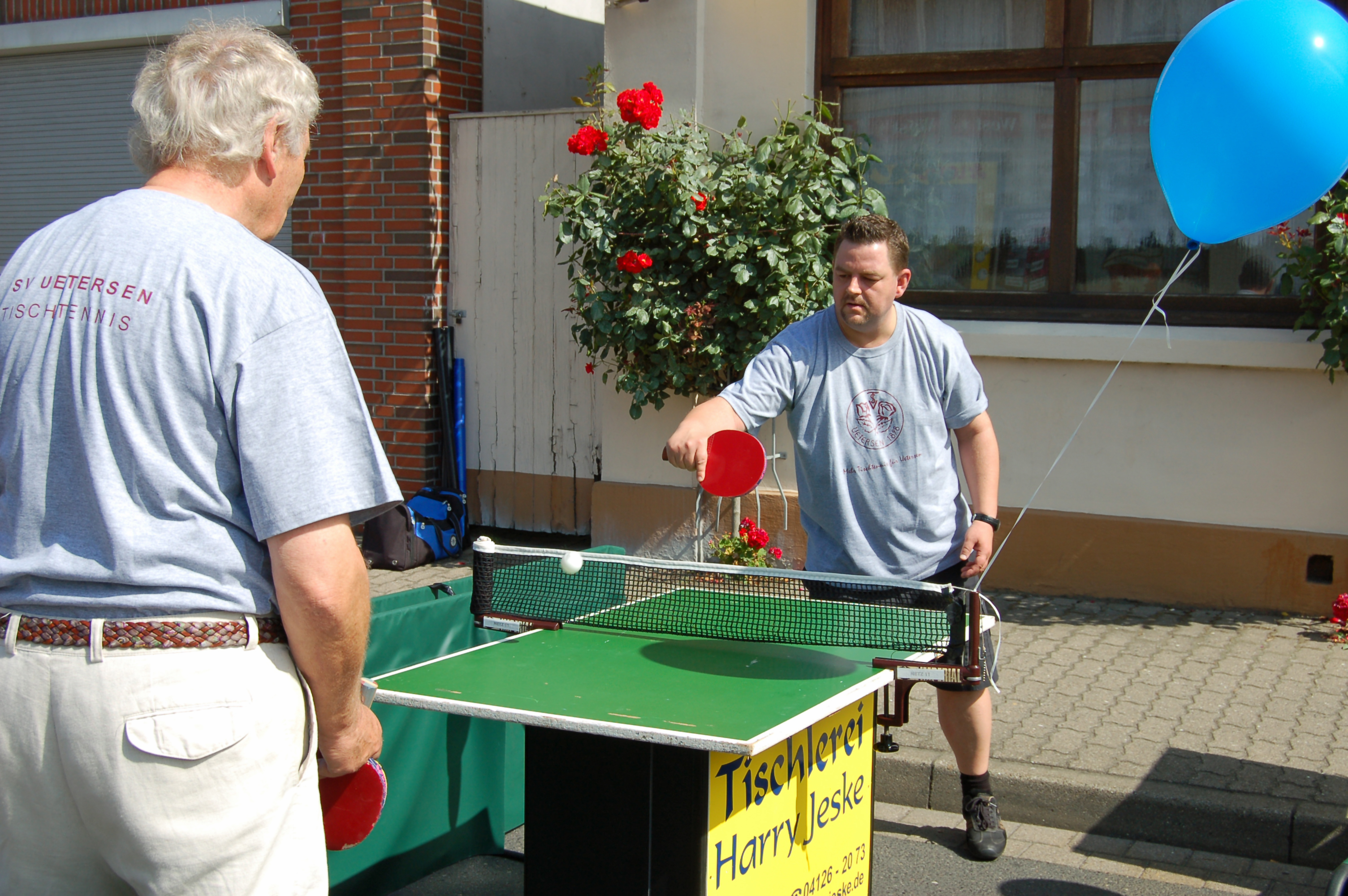
Die TT-Sparte bei einer Vorführung in Uetersen

Die Sparte Tischtennis entstand 1948 aus dem Verein „Gloria von Gr. Nordende“ bei Uetersen, in dem sich einige Tischtennisfreunde zusammengefunden hatten. Kurz danach gab es die ersten Freundschaftsspiele gegen andere Vereine.
Im Herbst 1951 nahm die Sparte zum ersten Mal mit einer Mannschaft am Hamburger Punktspielbetrieb teil. Weil
sich die Mitgliederzahl erhöhte, konnte 1953 weitere Mannschaft zu den Punktspielen gemeldet werden. Gespielt wurde damals in Uetersen unter heute kaum vorstellbaren Bedingungen in der alten Sporthalle des Ludwig-Meyn-Gymnasiums, die keine Duschen, nur einen Gasofen zum Heizen hatte; zudem befand sich das einzige Waschbecken (nur Kaltwasser) außen an der Halle. Anfang der 1950er Jahre wurde die erste Jugendmannschaft zu den Punktspielen gemeldet, die 1970 Hamburger Pokalsieger wurde. 1971 erlebte die Sparte einen Aufschwung, nach dem Umzug in die neue Turnhalle an der Parkstraße, die Mitgliederzahl verdoppelte sich danach in kurzer Zeit. 1972 konnte eine Damenmannschaft zum Punktspielbetrieb gemeldet werden. 1979 erfolgte die Ausrichtung der 1. Tischtennis-Meisterschaften in Uetersen, einem für alle norddeutschen Tischtennis-Vereine offenes Jugend- und Erwachsenenturnier, das bis 1987 neunmal durchgeführt wurde. Diese Veranstaltung entwickelte sich zu einem der größten Tischtennis-Turniere im Hamburger Tischtennisverband und lockte jährlich bis zu 450 Spieler in die Rosenstadt. In diese Zeit fielen auch intensive Sportkontakte zu deutschen und schwedischen Vereinen und jährliche Turniere im skandinavischen Raum, wie zu den Internationalen Tischtennis-Meisterschaften von Esbjerg, dem NokoCup in Kopenhagen, das Mölndals Tischtennisfestival in Göteborg und der Nordsee-Cup in Hirtshals. Eine besondere Verbindung bestand zum BK Ymor Trelleborg in Schweden, die zehn Jahre bestand. Im Jahr 1981 kam es zu dem bisher größten sportlichen Erfolg der TT-Sparte: Die 1. Jungenmannschaft errang den 1. Platz bei den Hamburger Mannschaftsmeisterschaften und belegte bei den Norddeutschen Meisterschaften den 2. Platz. Die 1. Damenmannschaft spielte in der Hamburg-Liga, die höchsten Hamburger Spielklasse im Tischtennis und 1. Herrenmannschaft schaffte den mehrmaligen Aufstieg in die zweithöchste Spielklasse im Hamburger- und Schleswig-Holsteinischen Tischtennisverband. 1987 wechselte die Sparte nach 36 Jahren vom Hamburger- zum Schleswig-Holsteinischen TT-Verband und richtete zusammen mit dem Moorreger SV 1991 die Jugendlandesmeisterschaften von Schleswig-Holstein aus. Zurzeit (2011) hat die Sparte 180 aktive Mitglieder und trägt mit einer Schüler-, einer Jungen- und acht Herrenmannschaften die Spiele aus.

## Volleyball
Die Sparte wurde am 7. Juli 1980 auf Grund einer Anregung bei einer Sportabzeichenverleihung im Jahr 1979 gegründet. Zu den ersten Sportabenden kamen ca. 20 Sportler und im August 1983 erfolgte der Eintritt in den Hamburger Volleyball Verband (HVbV). So waren die Weichen für einen regulären Spielbetrieb gestellt und es wurden die ersten Hobbymannschaften in der Hamburger Zehnerrunde gemeldet, um erste Erfahrungen zu sammeln. Nach kurzer Zeit bestand die Sparte aus 56 Mitgliedern, die eine Herrenmannschaft, zwei Jugendmannschaften und zwei Hobbymannschaften bildeten. Im Jahr 1982 kam noch eine Damenmannschaft dazu. Den Höhepunkt erreichte die Sparte im Jahre 1985 mit 98 Mitgliedern und acht Mannschaften, die am Spielbetrieb teilnahmen. Trotz vieler Erfolge verebbte die Freude am Mannschaftssport und einige Mannschaften standen vor der Auflösung. Im Laufe der Jahre wurde immer wieder versucht neue Herren- oder eine Damenmannschaft zu gründen, aber diese bestanden immer nur für kurze Zeit. Die Mitgliederzahl sank bis 1992 auf den Tiefstand von 44 Mitgliedern. Erst einige Jahre später konnte die Mitgliederzahl auf 60 erhöht werden und man stellte eine Hobby-, Mixed- und eine Damenmannschaft auf, die seit Jahren an der 5-Tage-Runde des Hamburger Volleyball Verbands teilnimmt. Heute besteht die Sparte aus einer Hobby-, Mixed- und einer Herrenmannschaft.

## Bekannte Mitglieder
- Victor Andersen, Leichtathlet und sozialdemokratischer Widerstandskämpfer im 3. Reich.
- Manfred Bock (1941–2010), Leichtathlet und Zehnkämpfer.
- Nina Brüggemann (* 1993), U-19-Juniorinnen-Nationalspielerin
- Jürgen Frenzel (1922–1986), Polizeipräsident und Vorstandsmitglied des Hamburger Fußball-Verbandes
- Nina Fröhlich, Leichtathletin
- Willi Gerdau (1929–2011), Fußballnationalspieler
- Harald Klehn (1949–2011), deutscher Boxer (Schwer- und Superschwergewicht)
- Klaus-Dieter Ott (* 1952), deutscher Boxer (Federgewicht und Leichtgewicht)
- Erich Rafael (1928–2010), Fußballer
- Lotti Schieber, Leichtathletin
- Heinrich Wilckens (1892–1956), deutscher Politiker (SPD).
- Peter Ehlers, Fußballer Rot-Weiss Essen
- Evans Owusu Nyarko (* 1992), Fußballer
- Frank Dröge, Torwart FC St. Pauli
- Christian Frenzel (* 1963), deutscher Politiker (SPD) und Chef der Staatskanzlei Mecklenburg-Vorpommerns
- Laura Rahn (* 1986), Basketballerin